# Bohutîn, Zolociv
Bohutîn (în ucraineană Богутин) este un sat în așezarea urbană Pomoreanî din raionul Zolociv, regiunea Liov, Ucraina.

## Demografie
Componența lingvistică a localității Bohutîn
     Ucraineană (98,95%)
     Rusă (1,05%)
Conform recensământului din 2001, majoritatea populației localității Bohutîn era vorbitoare de ucraineană (98,95%), existând în minoritate și vorbitori de rusă (1,05%).